# Sally Miller Gearhart

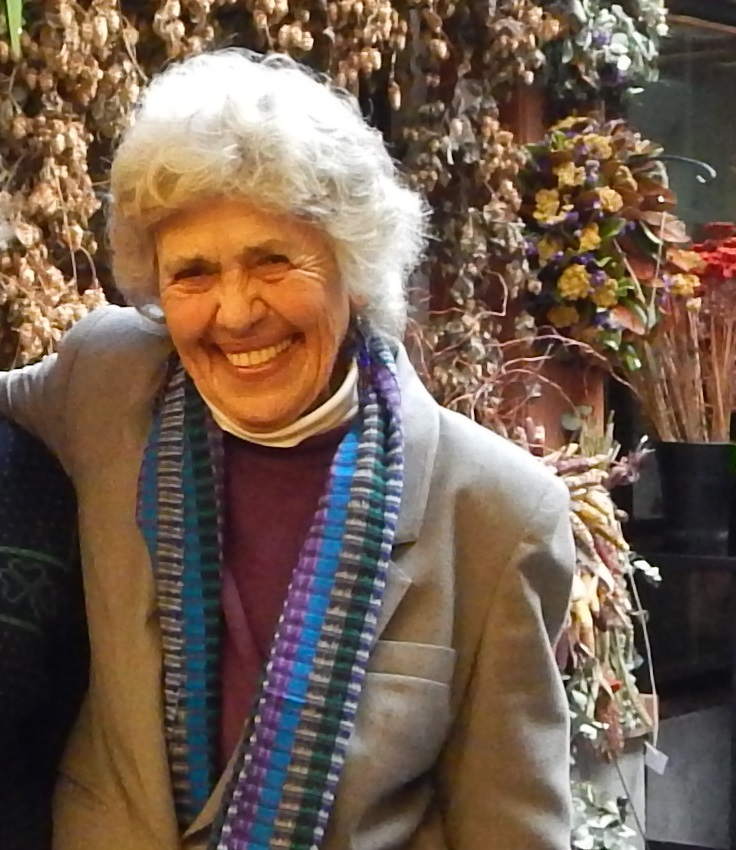
Sally Miller Gearhart 2013

Sally Miller Gearhart (* 15. April 1931 in Pearisburg, Virginia; † 14. Juli 2021 in Ukiah, Kalifornien) war eine US-amerikanische Professorin, Feministin, politische Aktivistin der Lesbenbewegung sowie Science-fiction-Autorin.

## Leben
Gearhart wuchs in den Appalachen Virginias auf. Dort wurde sie nach der Scheidung ihrer Eltern von Mutter und Großmutter erzogen. Schon im Alter von zehn Jahren will sich Gearhart ihrer Homosexualität bewusst gewesen sein. Die Großmutter war Besitzerin eines Theaters, was dem Mädchen vielfältige Anregungen vermittelte.
Sie besuchte das Sweet Briar College und verließ es 1952 mit einem B.A.-Grad in Drama und Englisch. Ein Jahr später erreichte sie auf der Bowling Green State University den Grad des Masters. 1956 erhielt sie auf der University of Illinois at Urbana-Champaign ihren Ph.D. im Fach Theater.
Ihre Laufbahn als Hochschullehrerin begann Gearhart auf der Stephen F. Austin State University in Nacogdoches, Texas. Nach zwei weiteren Stationen erhielt sie 1973 eine Anstellung bei der San Francisco State University. In dieser Position konnte sie sich erstmals zu ihrer Homosexualität bekennen.
Sie lebte in Willits im Bundesstaat Kalifornien.

## Werk
Gearhart entwickelte eines der ersten Programme zur Frauenforschung an einer amerikanischen Hochschule.
Im Jahre 1978 begann sie sich politisch als radikale Feministin auch politisch einzusetzen und kämpfte an der Seite von Harvey Milk, dem ersten Politiker in den USA, der sich offen zu seiner Homosexualität bekannte, gegen die California Proposition 6 aus dem November 1978, auch bekannt als „Briggs Initiative“. John Briggs hatte sich dafür verwandt, dass Homosexuelle von akademischen Positionen ausgeschlossen würden.
1979 erschien mit The Wanderground ihr bekanntester Science-Fiction-Roman. Er handelt von einer reinen Frauengesellschaft, welche fern der Männerwelt in einer Hügellandschaft lebt. Diese Frauen kommunizieren untereinander sowie mit der Natur beziehungsweise den Naturwesenheiten auf vorwiegend magische Weise. Ihr Weltbild ist von einer heidnisch-gynozentrischen Religiosität geprägt. Die im Roman hinterfragte Existenzberechtigung von Männern und der 1982 veröffentlichte Essay The Future - if there is one - is Female führte aufgrund der Forderung, die männliche Bevölkerung auf 10 % der Gesamtbevölkerung zu reduzieren, zu öffentlichen Diskussionen. Gearharts Position schloss sich Mary Daly in einem Interview mit dem EnlightenNext magazine an.

## Veröffentlichungen
- Some modern American concepts of tragic drama as revealed by the critical writings of twentieth century American playwrights. (1953)
- Aristotle and modern theorists on the elements of tragedy. (1969)
- Loving women/loving men; gay liberation and the church. (1974)
- The Wanderground (1979)
- The Future - if there is one - is Female (Essay, 1982)
- A Feminist Tarot (1981)
- The Kanshou (2002)
- The Magister (2003)